# Benjamin Franklin
Benjamin Franklin, ameriški tiskar, publicist, novinar, založnik, pisatelj, človekoljub, abolicionist, uradnik, znanstvenik, knjižničar, diplomat, izumitelj, razsvetljenec, državnik in politik, * 17. januar 1706, Boston, Massachusetts, † 17. april 1790, Filadelfija, Pensilvanija.
Leta 1775 je postal kongresnik v kongresu ZDA in je eden od avtorjev Deklaracije o neodvisnosti.

## Znanstveni dosežki
Eksperimentiral je s strelo. Izumil je strelovod in kondenzator. Njegovo najbolj znano dejanje je zmaj, privezan na ključ, ki ga je spustil v nevihti z veliko strelami.
Za svoje znanstvene dosežke je Franklin leta 1753 prejel Copleyjevo medaljo Kraljeve družbe iz Londona.